# Šibrava 4/14 HP
Šibrava 4/14 HP byl osobní automobil vyráběný od roku 1925 firmou Jaroslav Šibrava, Továrna motorových vozidel.

## Vznik a vývoj
První zmínka o čtyřkolovém vozidle byla zveřejněna v roce 1923, v referátu časopisu Auto k XV. mezinárodní automobilové výstavě v Praze, kde byl nový motor použit na čtyřsedadlovém modelu Trimobil s tím, že jej továrna uvažuje použít i ve čtyřkolovém automobilu. Toho roku měla firma Šibrava stánek na autosalonu společný firmou Janatka (Itar).  Dvouválcový, plochý motor s protiběžnými písty pro čtyřkolový model 4/14 HP vznikl v roce 1923, automobil byl představen 19.–27. dubna 1924 na XVI. mezinárodní výstavě automobilů a sériově byl vyráběn od roku 1925 do roku 1926. K pohonu sloužil stejný motor typu boxer jako ve voze Trimobil, nyní ovšem chlazený kapalinou. Firma uváděla, že jde o motor vlastní konstrukce.
Pro VIII. ročník závodu Zbraslav–Jíloviště (20. dubna 1924) přihlásila firma dva automobily typu 4/14 HP, ale ve vlastním závodě se ani jeden vůz neobjevil. V kategorii cestovních automobilů v této kategorii do 1,4 l se žádný z přihlášených automobilů buď na startu neobjevil anebo nedojel do cíle.
Úřední list ze dne 20. srpna 1924 oznámil, že se po vyhlášeném konkurzu z června 1924 uskutečnilo vyrovnání s firmou Jaroslava Šibravy, z Prahy VII., Vltavské čp. 866 (tentýž list oznámil ve stejný den i vyrovnání firmy Josefa Janatky/motocykly Itar, továrníka ze Smíchova). V dubnu 1925 sice Šibrava jeden z automobilů spolu s tříkolkou vystavoval na pražském autosalonu, už o necelé dva měsíce později však skončil v konkurzu a musel se vzdát podnikatelské činnosti. Výroba byla ukončena o rok později (1926). Bylo vyrobeno jen několik kusů.
Zajímavostí je, že první exemplář automobilu z roku 1923 prodal Jaroslav Šibrava až v červnu 1933 jistému rolníkovi do Chyňavy u Berouna. Ten v lednu 1934 odprodal auto Šibrava 4/14 HP s otevřenou karoserií do nedalekých Nučic, kde se jeho stopa ztratila.

## Popis
Vůz měl klasicky řešený podvozek s obdélníkovým rámem z ocelových I-profilů a oběma tuhými nápravami na čtyřech podélných půleliptických plochých pérech. Vpředu uložený motor o zdvihovém objemu 1248 cm³ (vrtání 85 mm, zdvih 110 mm) měl zalomenou hřídel vyrobenu z chromniklové oceli a ta byla uložena v kuličkových ložiscích. Válce byly položeny vodorovně proti sobě. Toto uspořádání mělo zajistit vyvážený a klidný chod motoru. Dobový tisk upozorňoval, že stejnou koncepci používá i automobilka Tatra. Písty byly z hliníkové slitiny na dutých ojnicích. Kombinované chlazení motoru fungovalo tak, že polovina válců ležela v olejové lázni a zbývající část byla chlazena centrifugálním ventilátorem. Mazání motoru bylo již cirkulační s využitím kolečkové pumpy, která byla umístěna ve spodní části klikové skříně. Olejové čerpadlo bylo poháněno šroubovými koly od vačkového hřídele. Olej byl vytlačován kanálky do klikového hřídele a odtud dutými ojnicemi do čepů pístů a válců.
Převodovka v bloku s motorem byla třírychlostní se zpětným chodem. Třetí stupeň byl v přímém záběru. Řazení rychlostí bylo kulisové s ruční pákou umístěnou uvnitř vozu, po levé straně řidiče. Pohon zadních kol se skládal z kardanového hřídele, kuželového soukolí a diferenciálu. Předek vozu byl odpérován tzv. podbíhavým systémem vlastní konstrukce poloeliptickými pery a zadní náprava měla rovněž poloeliptická péra systému Cantilever. Brzdy byly dvě, vnitřní čelisťové, navzájem nezávislé. Páka ruční parkovací brzdy byla umístěna uvnitř vozu, po pravé straně řidiče. Bubnové brzdy ovládané nožní pákou byly jen na zadních kolech. Čtyřsedadlová karoserie Conduite intérieure (sedan) byla opatřena střechou a se dvěma dvířky z obou stran. Otevřený čtyřsedadlový automobil měl elektrické osvětlení a startér Bosch, disková kola s pneumatikami rozměru 710 × 90, provozní hmotnost byla 700 kg, maximální rychlost 60 km/h při spotřebě 13 l/100 km. Palivová nádrž o objemu 30 l byla v motorovém prostoru, u dělicí stěny mezi motorem a kabinou. Benzín přicházel ke karburátoru samospádem.
Vozy představené na XVI. mezinárodní výstavě automobilů v Praze (stánek č. 133) byly prodávány za 32 000 korun, což byla cena o 2000 Kč nižší než u srovnatelného, též nového, československého vozu Praga Piccolo ovšem s nižším zdvihovým objemem 720 ccm. O rok později (1925) byl nabízen za 34 000 Kč. Vzniklo jen několik málo exemplářů.